# 祖安·卡路士·奧蘇里奧
祖安·卡路士·奧蘇里奧（Juan Carlos Osorio，1961年6月8日—）是一名哥倫比亞前足球運動員，退役後擔任足球領隊。他曾執教墨西哥普埃布拉、哥倫比亞國民體育會及巴西聖保羅足球會等球隊。2015年10月，獲委任為墨西哥國家足球隊主教練，成為墨西哥第一位哥倫比亞籍國家隊主教練，2019年2月離任。 

## 榮譽

### 球會
紐約紅牛
- 美職聯西區冠軍 (1): 2008

卡達斯
- 哥倫比亞足球甲級聯賽 (1): 2010秋季聯賽

國民體育會
- 哥倫比亞足球甲級聯賽 (3): 2013春季聯賽, 2013秋季聯賽, 2014春季聯賽
- 哥倫比亞杯 (2): 2012, 2013
- 哥倫比亞超級杯 (1): 2012